# Persone di nome Nathaniel
| Questa pagina contiene informazioni ricavate automaticamente dalle voci biografiche con l'ausilio del template Bio e di un bot. L'aggiornamento è periodico e automatico e ricostruisce completamente la pagina. Se manca una persona in questa lista, sei pregato di non aggiungerla, ma accertati piuttosto che la sua voce biografica contenga il template Bio e che i dati anagrafici siano correttamente compilati. Se il template Bio manca, inseriscilo tu stesso o, in alternativa, metti l'avviso {{tmp\|Bio}} che ne segnala la mancanza. Se i dati riportati sono sbagliati, correggi direttamente la voce biografica; le modifiche saranno visibili in questa lista entro pochi giorni. Per chiarimenti vedi il progetto antroponimi. La lista contiene solo le 122 persone che sono citate nell'enciclopedia e per le quali è stato implementato correttamente il template Bio. Pagina aggiornata al 22 giu 2025. |

Questa è una lista di persone presenti nell'enciclopedia che hanno il nome Nathaniel, suddivise per attività principale.

## Allenatori di football americano(1)
- Nathaniel Hackett, allenatore di football americano statunitense (Fullerton, n. 1979)

## Allenatori di pallacanestro(1)
- Nate McMillan, allenatore di pallacanestro e ex cestista statunitense (Raleigh, n. 1964)

## Arrampicatori(1)
- Nathaniel Coleman, arrampicatore statunitense (Murray, n. 1997)

## Artisti marziali misti(1)
- Nathaniel Wood, artista marziale misto inglese (Londra, n. 1993)

## Astronomi(1)
- Nathaniel Bliss, astronomo e religioso britannico (Bisley, n. 1700 - Oxford, † 1764)

## Attori(7)
- Nathaniel Buzolic, attore australiano (Sydney, n. 1983)
- Nathaniel Curtis, attore e doppiatore britannico (n. 1990)
- Nat Faxon, attore, sceneggiatore e comico statunitense (Boston, n. 1975)
- Nathaniel Gleed, attore britannico (Havering, n. 1997)
- Nathaniel Lees, attore e regista teatrale neozelandese (Auckland, n. 1952)
- Nathaniel Parker, attore britannico (Londra, n. 1962)
- Nat Wolff, attore, cantante e musicista statunitense (Los Angeles, n. 1994)

## Avventurieri(1)
- Nathaniel Isaacs, avventuriero inglese (Canterbury, n. 1808 - Egremont, † 1872)

## Banchieri(3)
- Jacob Rothschild, IV barone Rothschild, banchiere britannico (Cambridge, n. 1936 - Londra, † 2024)
- Nathaniel de Rothschild, banchiere e enologo britannico (Londra, n. 1812 - Parigi, † 1870)
- Nathan Rothschild, I barone Rothschild, banchiere e politico britannico (Londra, n. 1840 - Londra, † 1915)

## Botanici(2)
- Nathaniel Lord Britton, botanico statunitense (n. 1859 - † 1934)
- Nathaniel Bagshaw Ward, botanico britannico (St-Leonard Sussex, n. 1791 - Sussex, † 1868)

## Calciatori(15)
- Nathaniel Adjei, calciatore ghanese (Teshie, n. 2002)
- Nathaniel Atkinson, calciatore australiano (Launceston, n. 1999)
- Nathaniel Brown, calciatore tedesco (Amberg, n. 2003)
- Nathaniel Chalobah, calciatore sierraleonese (Freetown, n. 1994)
- Nathaniel Clyne, calciatore inglese (Londra, n. 1991)
- Nathaniel Creswick, calciatore inglese (Sheffield, n. 1831 - Derbyshire, † 1917)
- Nathaniel García, calciatore trinidadiano (Santa Flora, n. 1993)
- Nathaniel James, calciatore trinidadiano (Port of Spain, n. 2004)
- Nathaniel Jarvis, calciatore antiguo-barbudano (Cardiff, n. 1991)
- Nathaniel Lepani, calciatore papuano (Port Moresby, n. 1982)
- Nat Lofthouse, calciatore e allenatore di calcio britannico (Bolton, n. 1925 - Bolton, † 2011)
- Nathaniel Mendez-Laing, calciatore inglese (Birmingham, n. 1992)
- Nathan Opoku, calciatore ghanese (Accra, n. 2001)
- Nathaniel Phillips, calciatore inglese (Bolton, n. 1997)
- Nate Lee, calciatore statunitense (Derwood, n. 1994)

## Cantanti(2)
- Nat King Cole, cantante, pianista e attore statunitense (Montgomery, n. 1919 - Santa Monica, † 1965)
- Nate Dogg, cantante e rapper statunitense (Long Beach, n. 1969 - Long Beach, † 2011)

## Cantautori(2)
- Nathaniel Rateliff, cantautore statunitense (Saint Louis, n. 1978)
- Nate Ruess, cantautore statunitense (Iowa City, n. 1982)

## Cestisti(19)
- Nate Archibald, ex cestista e allenatore di pallacanestro statunitense (New York, n. 1948)
- Nate Barnett, ex cestista statunitense (Ibadan, n. 1953)
- Nate Blackwell, ex cestista e allenatore di pallacanestro statunitense (Filadelfia, n. 1965)
- Nate Bowman, cestista statunitense (Fort Worth, n. 1943 - New York, † 1984)
- Nate Britt, ex cestista e allenatore di pallacanestro statunitense (Washington, n. 1994)
- Nathaniel Castillo, ex cestista filippino (Manila, n. 1954)
- Nat Clifton, cestista e giocatore di baseball statunitense (England, n. 1922 - Chicago, † 1990)
- Nate Davis, ex cestista statunitense (Columbia, n. 1953)
- Nick Davis, ex cestista statunitense (Queens, n. 1976)
- Nate Fox, cestista statunitense (Plainville, n. 1977 - Chicago, † 2014)
- Nate Hawthorne, cestista statunitense (Mount Vernon, n. 1950 - Tempe, † 2005)
- Nate Hinton, cestista statunitense (Gastonia, n. 1999)
- Nate Huffman, cestista statunitense (Battle Creek, n. 1975 - Battle Creek, † 2015)
- Nate Johnson, ex cestista statunitense (Camden, n. 1977)
- Nate Johnston, ex cestista statunitense (Birmingham, n. 1966)
- Nate Linhart, ex cestista statunitense (Gahanna, n. 1986)
- Nate Robinson, ex cestista statunitense (Seattle, n. 1984)
- Nate Thurmond, cestista statunitense (Akron, n. 1941 - San Francisco, † 2016)
- Nate Williams, ex cestista statunitense (Columbia, n. 1950)

## Clarinettisti(1)
- Nathaniel Shilkret, clarinettista, compositore e direttore d'orchestra statunitense (New York, n. 1889 - † 1982)

## Collezionisti d'arte(1)
- Nathaniel Meyer von Rothschild, collezionista d'arte e filantropo austriaco (Vienna, n. 1836 - Vienna, † 1905)

## Criminali(1)
- Nathaniel Reed, criminale e pistolero statunitense (St. Paul, n. 1862 - Tulsa, † 1950)

## Disc jockey(1)
- Audien, disc jockey e produttore discografico statunitense (New London, n. 1992)

## Filosofi(1)
- Nathaniel Culverwel, filosofo e teologo inglese (Middlesex, n. 1619 - † 1651)

## Fisici(1)
- David Mermin, fisico statunitense (New Haven, n. 1935)

## Fisiologi(1)
- Nathaniel Kleitman, fisiologo e psicologo statunitense (Chișinău, n. 1895 - Los Angeles, † 1999)

## Fotografi(1)
- Paul Strand, fotografo, regista e sceneggiatore statunitense (New York, n. 1890 - Orgeval, † 1976)

## Generali(1)
- Nathaniel Lyon, generale statunitense (Ashford, n. 1818 - Battlefield, † 1861)

## Giocatori di football americano(12)
- Nate Allen, giocatore di football americano statunitense (Fort Myers, n. 1987)
- Nate Burleson, giocatore di football americano canadese (Calgary, n. 1981)
- Tank Dell, giocatore di football americano statunitense (Daytona Beach, n. 1999)
- Nate Irving, giocatore di football americano statunitense (Wallace, n. 1988)
- Nate Kaeding, ex giocatore di football americano e allenatore di football americano statunitense (Iowa City, n. 1982)
- Nat Moore, ex giocatore di football americano statunitense (Tallahassee, n. 1951)
- Nate Newton, ex giocatore di football americano statunitense (Orlando, n. 1961)
- Nate Orchard, giocatore di football americano statunitense (Los Angeles, n. 1993)
- Nathaniel Robitaille, giocatore di football americano statunitense (Attleboro, n. 1992)
- Nate Solder, ex giocatore di football americano statunitense (Denver, n. 1988)
- Nathaniel Watson, giocatore di football americano statunitense (Maplesville, n. 2000)
- Nate Wiggins, giocatore di football americano statunitense (Atlanta, n. 2003)

## Giornalisti(1)
- Nathaniel Peabody Rogers, editorialista, scrittore e avvocato statunitense (Plymouth, n. 1794 - Concord, † 1846)

## Golfisti(1)
- Nathaniel Moore, golfista statunitense (Chicago, n. 1884 - Chicago, † 1910)

## Incisori(1)
- Nathaniel Parr, incisore e editore britannico (Città di Westminster, † 1751)

## Informatici(2)
- Nat Friedman, informatico e blogger statunitense (n. 1977)
- Nathaniel Rochester, informatico statunitense (Buffalo, n. 1919 - Newport, † 2001)

## Inventori(1)
- Nathaniel Jarvis Wyeth, inventore e esploratore statunitense (Cambridge, n. 1802 - Cambridge, † 1856)

## Lottatori(1)
- Nathaniel Tuamoheloa, lottatore samoano americano (n. 1994)

## Matematici(1)
- Nathaniel Bowditch, matematico e astronomo statunitense (Salem, n. 1773 - Boston, † 1838)

## Medici(1)
- Nathaniel Wallich, medico e botanico danese (Copenaghen, n. 1786 - Londra, † 1854)

## Mezzofondisti(1)
- Nathaniel Muir, ex mezzofondista britannico (Salsburgh, n. 1958)

## Montatori(1)
- Nat Sanders, montatore statunitense (New London, n. 1980)

## Navigatori(1)
- Nathaniel Palmer, navigatore e esploratore statunitense (Stonington, n. 1799 - Stonington, † 1877)

## Nobili(1)
- Nathaniel Fiennes, XXI barone Saye e Sele, nobile e politico inglese (n. 1920 - † 2024)

## Nuotatori(1)
- Nate Dusing, ex nuotatore statunitense (Villa Hills, n. 1978)

## Organisti(1)
- Nathaniel Giles, organista e compositore inglese (n. 1558)

## Piloti motociclistici(1)
- Nate Adams, pilota motociclistico statunitense (Phoenix, n. 1984)

## Pittori(3)
- Nathaniel Bacon, pittore inglese (n. 1585 - Gorhambury, † 1627)
- Nathaniel Dance-Holland, pittore inglese (Londra, n. 1735 - Winchester, † 1811)
- Nathaniel Jocelyn, pittore e incisore statunitense (New Haven, n. 1796 - New Haven, † 1881)

## Poeti(1)
- Nathaniel Cotton, poeta e medico inglese (n. 1707 - † 1788)

## Politici(4)
- Nathaniel Banks, politico e generale statunitense (Waltham, n. 1816 - Waltham, † 1894)
- Nathaniel E. Harris, politico statunitense (Jonesborough, n. 1846 - Contea di Carter, † 1929)
- Nathaniel Moran, politico statunitense (Whitehouse, n. 1974)
- Nathaniel Pitcher Tallmadge, politico statunitense (Chatham, n. 1795 - Battle Creek, † 1864)

## Psicoterapeuti(1)
- Nathaniel Branden, psicoterapeuta e scrittore statunitense (Brampton, n. 1930 - Los Angeles, † 2014)

## Pugili(1)
- Nate Campbell, pugile statunitense (Jacksonville, n. 1972)

## Rapper(2)
- Kool G Rap, rapper statunitense (New York, n. 1968)
- Giggs, rapper e disc jockey britannico (Peckham, n. 1984)

## Rivoluzionari(1)
- Nat Turner, rivoluzionario statunitense (Contea di Southampton, n. 1800 - Courtland, † 1831)

## Rugbisti a 15(1)
- Nathan White, ex rugbista a 15 e allenatore di rugby a 15 neozelandese (Hawera, n. 1981)

## Scrittori(6)
- Nathaniel Crouch, scrittore e editore inglese (Lewes - † 1725)
- Nat Fleischer, scrittore e storico statunitense (New York, n. 1887 - Atlantic Beach, † 1972)
- Nathaniel Hawthorne, scrittore statunitense (Salem, n. 1804 - Plymouth, † 1864)
- Nathaniel Philbrick, scrittore statunitense (Boston, n. 1956)
- Nathaniel Rich, romanziere, saggista e giornalista statunitense (New York, n. 1980)
- Nat Schachner, scrittore statunitense (n. 1895 - † 1955)

## Statistici(1)
- Nate Silver, statistico, giornalista e sondaggista statunitense (East Lansing, n. 1978)

## Tennisti(2)
- Nathaniel Lammons, tennista statunitense (Arlington, n. 1993)
- Nathaniel Semple, tennista statunitense (Liberty, n. 1876 - St. Louis, † 1913)

## Trombettisti(1)
- Nat Adderley, trombettista statunitense (Tampa, n. 1931 - Lakeland, † 2000)

## Velocisti(2)
- Nate Cartmell, velocista, cestista e allenatore di pallacanestro statunitense (Uniontown, n. 1883 - Queens, † 1967)
- Nathaniel McKinney, velocista bahamense (n. 1982)

## Vescovi anglicani(1)
- Nathaniel Crew, III barone di Crew, vescovo anglicano britannico (n. 1633 - † 1721)

## Youtuber(1)
- Coyote Peterson, youtuber e educatore statunitense (Ohio, n. 1981)

## Senza attività specificata(1)
- Nathaniel Wyeth, ingegnere chimico e inventore statunitense (Chadds Ford, n. 1911 - † 1990)